# تبرماهی مهمیزدار
تبرماهی مهمیزدار (نام علمی: Argyropelecus hemigymnus) نام یک گونه از سرده نقره‌ای‌تبرها است.